# Normam Locking
Norman Wesley Locking (né le 24 mai 1911 à Owen Sound, dans la province de l'Ontario, au Canada – mort le 15 mai 1995) est un joueur professionnel canadien de hockey sur glace qui évoluait au poste d'ailier gauche. Il joue une dizaine d'années dans les ligues de hockey d'Amérique du Nord. Après une cinquantaine de rencontres dans la Ligue nationale de hockey avec les Black Hawks de Chicago, il joue entre 1936-1937 et 1943-1944 dans la Ligue américaine de hockey. Locking remporte à deux reprises la finale de la LAH, la Coupe Calder : en 1937 avec les Stars de Syracuse puis en 1941 avec les Barons de Cleveland.

## Biographie
Norm Locking commence sa carrière en 1931 en jouant avec les Yellowjackets de Pittsburgh de la Ligue internationale de hockey. Après deux nouvelles saisons dans les ligues mineures d'Amérique du Nord, LIH et Association américaine de hockey, il rejoint pour la saison 1934-1935 les rangs des Black Hawks de Chicago dans la Ligue nationale de hockey.
Il passe deux saisons dans la grande ligue mais ne contribue que faiblement aux résultats de son équipe avec sept points la première année en une quarantaine de rencontres et seulement une mention d'assistance en quatorze rencontres en 1935-1936. Son équipe est qualifiée les deux années pour les séries éliminatoires de la Coupe Stanley mais il ne joue pas une seule des rencontres de son équipe.
En 1936-1937, il rejoint les rangs de la nouvelle ligue de hockey d'Amérique du Nord : l'International-American Hockey League. Il commence la saison avec les Bisons de Buffalo mais après seulement onze rencontres jouées, la direction des Bisons décident d'arrêter leurs activités, les finances ne suivant pas alors que l'équipe doit jouer ses matchs à l'extérieur en raison d'un manque de patinoire propre. Il finit sa saison avec les Stars de Syracuse toujours dans l'IAHL et les aide à remporter la finale des séries et la première Coupe Calder de l'histoire de la nouvelle ligue. Il inscrit le cinquième et dernier but de la victoire 5-0 lors du dernier match de la série.
En 1938-1939, toujours avec Syracuse, il termine la saison avec cinquante points et la huitième place des pointeurs de la LAH. La saison suivante, sa dernière avec Syracuse, il augmente encore son total de points puisqu'il termine avec soixante-trois points, le meilleur total de la saison, toutes équipes confondues. Il est alors élu dans la première équipe d'étoiles de la ligue
Locking remporte une nouvelle Coupe Calder en 1940-1941 avec sa nouvelle équipe, les Barons de Cleveland. Il est une nouvelle fois élu dans l'équipe type de la saison puis dans la seconde en 1942-1943. Après une dernière finale de Coupe jouée et perdue en 1943-1944, il met fin à sa carrière à la suite de blessures de plus en plus pénalisantes.

## Statistiques
| Saison    | Équipe                      | Ligue |    | Saison régulière | Saison régulière | Saison régulière | Saison régulière | Saison régulière |   | Séries éliminatoires | Séries éliminatoires | Séries éliminatoires | Séries éliminatoires | Séries éliminatoires |
| Saison    | Équipe                      | Ligue | PJ | B                | A                | Pts              | Pun              | PJ               | B | A                    | Pts                  | Pun                  |                      |                      |
| 1931-1932 | Yellowjackets de Pittsburgh | LIH   | 29 | 2                | 0                | 2                | 12               |                  |   |                      |                      |                      |                      |                      |
| 1932-1933 | Oilers de Tulsa             | AHA   | 39 | 11               | 11               | 22               | 32               | 4                | 1 | 0                    | 1                    | 10                   |                      |                      |
| 1933-1934 | Indians de Cleveland        | LIH   | 40 | 24               | 10               | 34               | 21               |                  |   |                      |                      |                      |                      |                      |
| 1934-1935 | Black Hawks de Chicago      | LNH   | 35 | 2                | 5                | 7                | 19               |                  |   |                      |                      |                      |                      |                      |
| 1935-1936 | Black Hawks de Chicago      | LNH   | 13 | 0                | 1                | 1                | 7                |                  |   |                      |                      |                      |                      |                      |
| 1935-1936 | Tecumsehs de London         | LIH   | 33 | 11               | 12               | 23               | 22               | 2                | 0 | 0                    | 0                    | 0                    |                      |                      |
| 1936-1937 | Bisons de Buffalo           | IAHL  | 11 | 1                | 4                | 5                | 8                |                  |   |                      |                      |                      |                      |                      |
| 1936-1937 | Stars de Syracuse           | IAHL  | 36 | 12               | 13               | 25               | 26               | 9                | 1 | 3                    | 4                    | 2                    |                      |                      |
| 1937-1938 | Stars de Syracuse           | IAHL  | 48 | 19               | 17               | 36               | 13               | 8                | 4 | 3                    | 7                    | 0                    |                      |                      |
| 1938-1939 | Stars de Syracuse           | IAHL  | 53 | 20               | 30               | 50               | 28               | 3                | 0 | 1                    | 1                    | 2                    |                      |                      |
| 1939-1940 | Stars de Syracuse           | IAHL  | 55 | 31               | 32               | 63               | 12               |                  |   |                      |                      |                      |                      |                      |
| 1940-1941 | Barons de Cleveland         | LAH   | 52 | 25               | 19               | 44               | 27               | 9                | 0 | 4                    | 4                    | 2                    |                      |                      |
| 1941-1942 | Barons de Cleveland         | LAH   | 54 | 14               | 32               | 46               | 24               | 5                | 1 | 1                    | 2                    | 0                    |                      |                      |
| 1942-1943 | Barons de Cleveland         | LAH   | 56 | 26               | 40               | 66               | 14               | 3                | 1 | 2                    | 3                    | 2                    |                      |                      |
| 1943-1944 | Barons de Cleveland         | LAH   | 19 | 9                | 9                | 18               | 0                | 11               | 0 | 6                    | 6                    | 0                    |                      |                      |

## Trophées et honneurs personnels
- 1936-1937 : remporte la Coupe Calder avec les Stars de Syracuse
- 1939-1940 :
  - meilleur pointeur de la saison
  - élu dans la première équipe d'étoiles de l'IAHL
- 1940-1941 :
  - remporte la Coupe Calder avec les Barons de Cleveland
  - élu dans la première équipe d'étoiles de la LAH
- 1942-1943 : élu dans la seconde équipe d'étoiles de la LAH